# ジョン・ポール・デジョリア
ジョン・ポール・デジョリア（John Paul DeJoria、1944年4月13日 - )は、アメリカの億万長者で、博愛主義者、動物保護活動家としても知られている。Paul Mitchellブランドの共同創業者としても有名で、John Paul Pet、Patron Tequila、DeJoria Diamondsなど数多くの世界的ブランドの創業者でもある。Forbes誌によると、彼の財産は42億ドルに上る。

## 哲学
ホームレスから世界的な億万長者に変身した感動ヒストリーで有名であり、貧困や難関を乗り越え成功を手に入れた秘訣として、「100回断られても挫折せず101回目のドアをノックする【Be prepared for rejections】」という心構えや「成功する人は成功しない人がやろうとしないことを自ら好んでやる人である【Successful people do all the things unsuccessful people don`t want to do】」という持論を持っている。また、数多くの慈善事業や社会貢献活動を精力的に行っている彼は、成功はみんなで分け合ってこそ意味がある（Success unshared is failure）ことをモットーとしている。

## 少年期と教育
イタリア移民者の父とギリシャ移民者の母の間で次男として1944年4月13日にアメリカ・カリフォルニア州近辺のエコーパークで生まれる。彼が2歳の頃両親は離婚し、9歳の頃からは家族を支える為、兄と二人でクリスマスカードや新聞などを販売していた。空腹に耐えながら空き缶拾いをしたり、自転車修理で小銭を稼ぐ日々が続いた。シングルマザーになった母は二人の子供の扶養ができなくなり、彼と兄は東ロサンゼルスにある児童養護施設に送られる。
少年期の彼は東ロサンゼルスのストリート・ギャングとつるむようになったが、ジョン・マーシャル高等学校の数学教師より「あなたは人生で何も成功することはないだろう」という指摘を受け心を改めることになる。1962年に高校を卒業したのち、2年間の海軍生活を終え、ビルの管理人、百科事典の訪問販売員、生命保険の訪問販売員など複数の職業を転々とすることになる。美容業界の三つの会社からもクビになったが、その経験を活かし世界大恐慌のど真ん中でジョン・ポール・ミッチェル・システムズを設立して世界的な億万長者へと華麗なる転身を成し遂げる。

## ペットケア用品
彼は社会問題や環境問題、動物保護に深い興味を持ち、より良い社会を実現させる為に問題の最前線で積極的に活動している。彼の持論である「Success unshared is failure = 成功はみんなで分け合ってこそ意味がある」は社会貧困層への寄付・サポート活動により実践されており、また化粧品開発の為の動物実験に反対する会社ポリシーを公表したのもアメリカ美容業界では彼が初めてだった。動物保護活動家としても有名であり、ペットのニーズに特化した用品ライナップを立上げ、ジョン・ポール・ペットを設立した。ジョン・ポール・ペット売上の一部はLast Chance For Animalsなどの多くの動物保護団体へ寄付されており、英国王室御用達百貨店ハロッズの最高級ペットスパで唯一使用されているシャンプーブランドでもある。

## ヘアケア用品
レッドケン・ラボラトリーに就職しヘアケア産業に参入したもののすぐクビになった彼は、友人のポール・ミッチェルと一緒に700ドルの借金でジョン・ポール・ミッチェル・システムズを創立することになる。1989年共同創業者のポール・ミッチェルがなくなり、彼の息子であるアンガスと共同経営をすることになる。2011年のジョン・ポール・ミッチェル・システムズの年商は9億ドル。

## その他
彼は他にも複数のビジネスを手掛けている。1989年事業パートナーのマーティン・クロウリーとパトロン・スピリッツ・カンパニーを設立し、世界最高級テキーラであるパトロン・テキーラを年間2百万本以上販売している。また、Pyrat Rum、Ultimat Vodka、Solar Utility、Sun King Solar,、Touchstone Natural Gas、Three Star Energy、Diamond Audio、Harley Davidsonデーラー事業、J&D Acquisitions LLCなどの複数の会社の事業にかかわっている。

## メディア
2008年にはコメディー番組You Don't Mess with the Zohanにジョン・ポール・ミッチェル・システムズの共同創業者Paul Mitchellの役としてカメオ出演している。2011年11月にはパトロン・テキーラのテレビCMに出演している。